# Tierpark Gotha
Koordinaten: 50° 56′ 9,5″ N, 10° 43′ 3,3″ O
Der Tierpark Gotha ist ein kleiner zoologischer Garten am Fuße des Kleinen Seebergs in der Residenzstadt Gotha. Auf einer Fläche von etwa 6 Hektar können etwa 70 verschiedene Arten beobachtet werden. Alles begann im Jahre 1926, als Mitglieder des Naturkundevereins Danio (sie hatten vorher das Aquarium Gotha gegründet) hier Landstücke anmieteten.

## Tierbestand
Neben europäischen Tieren wie Uhus und anderen einheimischen Eulen (insgesamt zehn verschiedene Eulenarten), Bibern, Wölfen und Wisenten können auch seltene Haus- und Nutztiere beobachtet werden. Ein weiterer Hauptbestandteil des Tierparks sind sehr viele Tiere Südamerikas, darunter Meerschweinchen, Wasserschweine, Nandus und Große Maras sowie Halsbandpekaris. Daneben gibt es auch Raubtiere zu sehen, etwa Amurtiger, chinesische Leoparden, Dingos und Nordluchse. Steppenfüchse und syrische Braunbären teilen sich ein großes Gehege. Direkt am Zooeingang findet sich die Anlage der Marabus, Axishirsche, Kronenkraniche und Hängebauchschweine. Primaten sind mit drei Arten vertreten, darunter Rhesusaffen und Anubispaviane.
Eine Besonderheit ist die komplett in Dunkelheit getauchte Anlage der nachtaktiven Senegal-Galagos. Im Zentrum des Parks befindet sich die neu gebaute Anlage der Bennett-Kängurus und Emus.

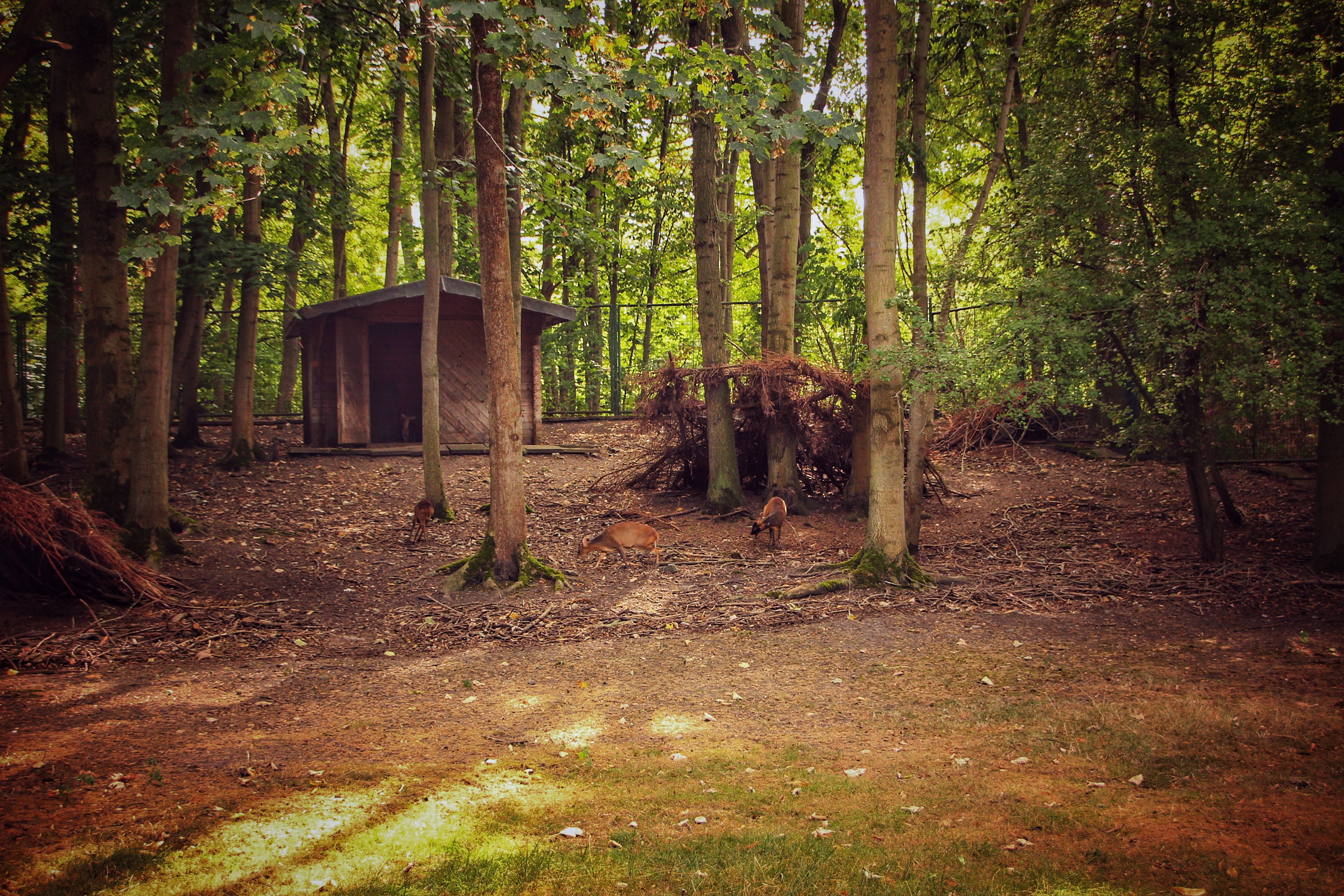
Zwergmuntjaks im Tierpark Gotha

Der Tierpark beteiligt sich an zahlreichen internationalen Erhaltungs- und Zuchtprogrammen. Unter anderem unterstützt er den Verein für Landschaftspflege, Artenschutz & Biodiversität e.V. bei Wiederansiedelungsprojekten mit der Nachzucht des Habichtskauzes.

## Besuchereinrichtungen und Veranstaltungen
Der Tierpark besitzt außerdem zwei Spielplätze für Kinder und ein Café, welches vom Förderverein des Tierparks geführt wird. Außerdem werden Kutschfahrten durch den Zoo und Schaufütterungen angeboten.
Jedes Jahr finden im Tierpark zahlreiche Veranstaltungen statt, darunter das Osterfest. Der Kindertag richtet sich an die jüngeren Gäste. Beim Tierparkfest im September gibt es viele Bastelangebote, Kutschfahrten und Ponyreiten sowie kommentierte Fütterungen. Das Halloweenfest wartet mit Angeboten wie Kürbisschnitzen, Lagerfeuer und Gruselführungen zu Wölfen, Fledermäusen und Eulen auf.

## Weblinks

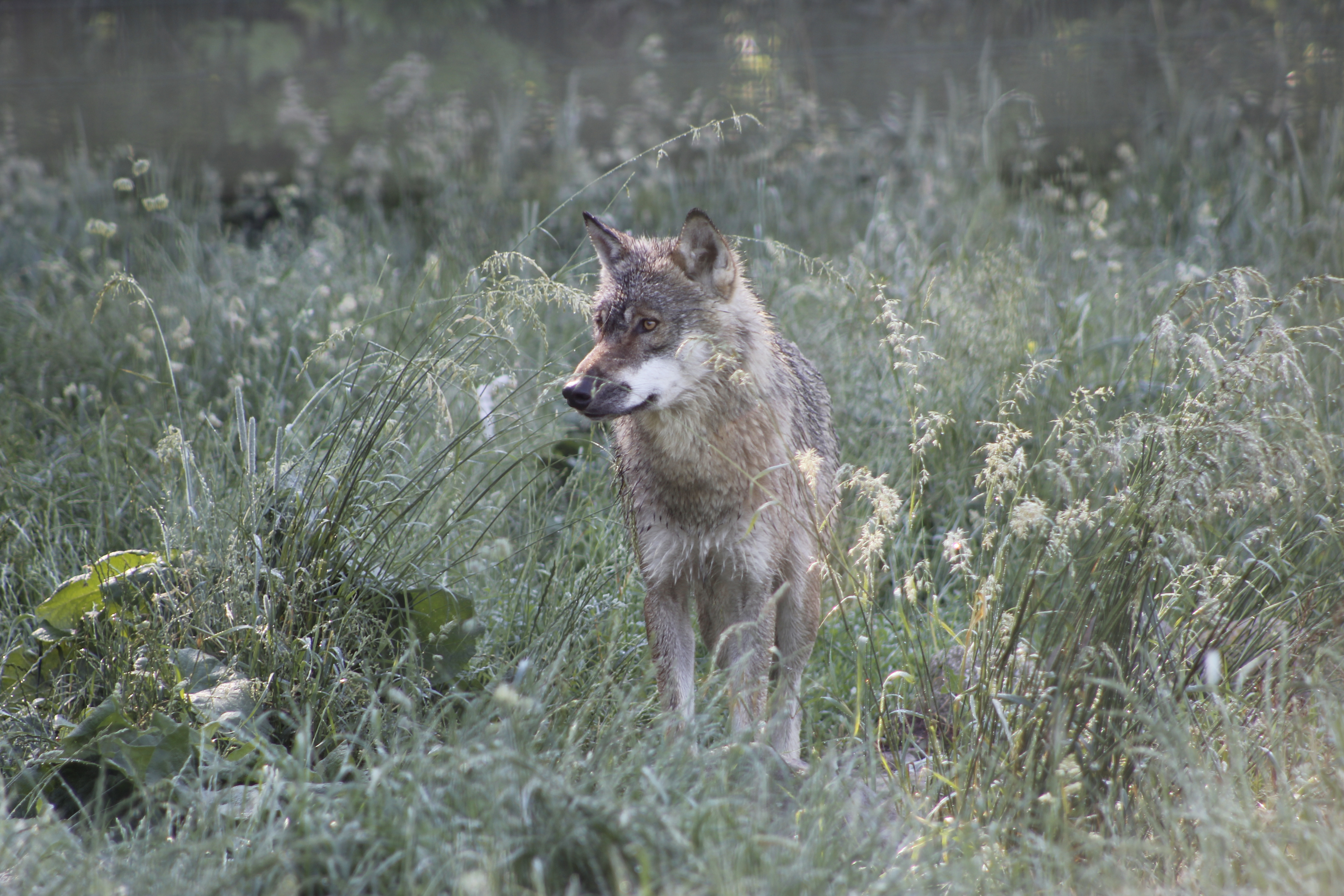
Wolf im Tierpark Gotha